# Salpingectomía
La salpingectomía es una intervención quirúrgica que consiste en la extirpación de las trompas de Falopio en la mujer, lo cual la deja en una situación de esterilidad.
La salpingectomía puede ser unilateral, si solamente se quita una trompa, o bilateral, si ambas trompas son eliminadas.
Algunos especialistas utilizan el término salpingectomía para referirse a la intervención de ligadura de trompas, pero esto es incorrecto.

## Indicaciones de la salpingectomía
Una salpingectomía unilateral se usa para extirpar un embarazo en el cual un óvulo fecundado se implanta en una trompa de Falopio (embarazo ectópico).
La salpingectomía bilateral se usa para tratar a mujeres en quienes se ha diagnosticado infección crónica de las trompas de Falopio (salpingitis), y que no están mostrando respuesta al tratamiento con antibióticos. La extirpación quirúrgica de las trompas de Falopio también se usa como tratamiento parcial para algunos casos de endometriosis, hidrosalpinx y enfermedad inflamatoria pélvica. La extirpación de quistes y la escisión de un absceso son otras dos indicaciones para salpingectomía.
A continuación, se enumeran las causas más frecuentes por las que se puede indicar la salpingectomía:
1. Embarazo ectópico: implantación del embrión en la trompa en lugar del útero. El crecimiento del embrión en la trompa puede provocar su rotura y, por eso, esta tiene que ser extirpada. En este caso, la salpingectomía es unilateral.
2. Endometriosis: crecimiento de tejido endometrial fuera del útero. Si las lesiones causadas en las trompas son muy severas, será necesario hacer una salpingectomía, que normalmente es bilateral.
3. Salpingitis: inflamación de las trompas de Falopio por causa de una infección. En caso de infección crónica grave, donde los antibióticos no tienen efecto, será necesaria la salpingectomía.
4. Hidrosalpinx: obstrucción y acumulación de líquido en la trompa que provoca su dilatación. En los casos más graves, cuando el hidrosalpinx es mayor de 3 cm, se procede a la extirpación de una o ambas trompas.
5. Histerectomía: cuando es necesario extirpar el útero, normalmente se realiza una salpingectomía conjuntamente, ya que conservar las trompas podría traer complicaciones y éstas no aportan ningún beneficio. Los ovarios, en cambio, sí se conservan para no provocar una menopausia precoz.
6. Prevención del cáncer de ovario: algunos estudios afirman que la extirpación de las trompas puede reducir el riesgo de sufrir cáncer de ovario en mujeres con una predisposición genética.[3]

## Procedimiento
La salpingectomía puede hacerse mediante dos técnicas quirúrgicas:
La laparoscopia: consiste en una cirugía no invasiva que se realiza mediante la introducción de un sistema óptico a través de una pequeña incisión en el abdomen para poder observar la cavidad. A continuación, se hace otra pequeña incisión justo por encima del vello púbico y se retiran las trompas con una sonda. Es la técnica más utilizada hoy en día. La mujer puede hacer vida normal después de las 48 horas.
La laparotomía: es más invasiva que la anterior porque requiere una incisión de 5 a 10 cm en la parte baja del abdomen. Actualmente, existe una variante conocida como minilaparotomía, en la cual se hace una incisión más pequeña de unos 5 cm, suficiente para poder tener acceso y retirar las trompas.
La elección de uno de estos métodos depende de varios factores: edad, peso, cirugías previas en el abdomen, enfermedades, etc.

## Efectos secundarios o complicaciones
Los efectos secundarios de una salpingectomía dependen en cierta medida de la forma en que se realizó . Con la salpingectomía laparoscópica, el tiempo de recuperación es más corto debido a la pequeña incisión, pero es posible que en los días posteriores a la cirugía, la paciente presente molestias abdominales e hinchazón debido al gas insuflado para expandir el abdomen. 
La laparotomía es una cirugía mayor y con él viene un aumento del dolor y el riesgo de hemorragia. Con ambos tipos de incisiones , hay riesgo de reacción a la anestesia ( general o local ) , riesgo de infección y la potencial capacidad para la cicatrización. Cabe destacar que el riesgo de reacción a la anestesia es igual en ambas técnicas..
Sin embargo, esta es una cirugía sumamente segura. La presencia de problemas anestésicos, infecciones o sangrado es inferior al 5%. Además, cuando ocurren, por lo general se corrigen con facilidad. Por otra parte, las lesiones importantes en los órganos internos, como intestinos, vejiga y uréteres, rara vez suceden.

## Embarazo tras la salpingectomía
Evidentemente, el embarazo natural no es posible si no existe integridad en al menos una de las trompas de Falopio. A pesar de esto, incluso en los casos más graves de salpingectomía bilateral, la mujer aún puede quedarse embarazada gracias a las técnicas de reproducción asistida como la fecundación in vitro (FIV).